# Большевичка (швейная фабрика, Москва)
Московское открытое акционерное общество «Большевичка» — одно из старейших и крупнейших в России предприятий швейной промышленности. Специализируется на выпуске мужских классических костюмов (пиджаков, брюк) и верхней одежды.

## История

### Советский период
В 1929 году решением конференции ВКП(б) был образован трест Москвошвей. В его распоряжение губернским управлением строительного контроля было передано здание Каланчевской биржи, до революции чаеразвесочной фабрики Перловых. 16 ноября 1929 года были открыты три цеха: пиджачный, брючный и цех по пошиву пальто. Число работающих — 250 человек.
В 1930-е годы на фабрике был организован цех покроя. Число работающих на фабрике выросло до 2074 человек. Начала выпускаться фабричная многотиражная газета, открылось учебное заведение по подготовке специалистов. На фабрике размещен государственный заказ на пошив униформы для персонала первого метрополитена. Переход на восьмичасовой рабочий день. Выпуск первых летних пальто из светлого габардина.
С началом ВОВ фабрика эвакуируется в Омск. Заказ на пошив парадной униформы для участников парада Победы на Красной площади был размещен на фабрике. После окончания войны началась модернизация московских цехов. Открылось конструкторское бюро, фабрика вернулась к производству гражданской продукции.
В 1950-е годы происходит открытие экспериментального цеха. Сотрудничество с институтом швейной промышленности. Создание первых модных коллекций.
С 1960-х годов начинается налаживание первых прямых связей с торговыми предприятиями СССР и западными компаниями. Выпуск первых костюмов из синтетических материалов. Первый опыт использования флизелина и корсажной ткани. Начало изучения покупательского спроса. Открытие первого салона при фабрике.
С 1970-х начинается работа со специалистами из Восточной Германии. Участие в выставках и ярмарках. Открытие новых фирменных салонов и секций в крупных универмагах. Разработка экипировки и униформы для участников московской Олимпиады-80.
В 1980-е годы директором фабрики становится Владимир Гуров. Фабрика заключает контракт с французской компанией Вестра Юнион, костюмы c ярлыком «МПТШО Большевичка. Сделано в СССР по лицензии фирмы Вестра Юнион СА, Франция» продаются по всему Советскому Союзу. Начало использования традиционных западных лекал. Внедрение более современной европейской шкалы размеров с учётом размера, роста и полноты.

### Российский период
В 1993 году сорок девять процентов акций фабрики были выставлены на продажу. По результатам инвестиционного конкурса право выкупа досталось Illingworth Morris Limited (IML). Председатель совета директоров IML Алан Льюис пообещал фабрике пять с половиной миллионов долларов инвестиций в течение пяти лет и возможность производить и продавать костюмы под марками Crombie и Christian Dior. Лицензионные права были оценены инвестором в два с половиной миллиона долларов и включены в общую сумму инвестиций. Впоследствии стоимость лицензионных прав была пересмотрена Международным институтом промышленной собственности до семидесяти двух тысяч долларов. Спустя некоторое время Алан Льюис обвинил руководство фабрики «Большевичка» в утаивании информации о состоянии дел и игнорировании условий подписанного соглашения. Недовольство переросло в конфликт, и в результате судебных разбирательств конкурс был признан незаконным. Сорок девять процентов акций ушли в управление государству, а контрольный пакет — трудовому коллективу.
С 1997 года завершается процесс создания сети магазинов, компьютерной лаборатории по моделированию и крою, отдела рекламы и общественных связей. Создается уникальная для России услуга — пошив на заказ по лекалам фабрики, услуга представляется в специализированном магазине спецобслуживания, директором проекта был А. Малюгин, архитекторы А. Моисеева и В. Лизунов. Возрождение старинных традиций по пошиву классических костюмов также включалось в стратегию компании, в том числе и переход к использованию натуральной шерсти и лучшей фурнитуры для костюмов. Создание единой электронной сети, объединяющей все филиалы, позволило повысить эффективность работы сети магазинов и, соответственно, продажи. Появление бесплатной информационной службы для клиентов повысило их лояльность.
Создание новых брендов: премиального Нестор Мелань и молодёжного Клаббер. Модернизация и реконструкция, перевод склада с улицы Каланчевской в филиал фабрики в Люблино. Организация специального проекта совместно с брендом Индексмод по созданию в здании фабрики под условным названием «Русский этаж» галереи нового типа, места для успешного сотрудничества дизайнеров, стилистов, фотографов, специалистов по связям с общественностью и других творческих людей, интересующихся модой.

## Рабочие

### Зоя Ивановна Усачева
Зоя Усачева родилась в 1939 году, член КПСС с 1969 года, техник-технолог швейного производства, была зачислена, как свидетельствует запись в трудовой книжке, на должность швеи-мотористки «в порядке перевода из профтехшколы» на швейную фабрику № 2 «Большевичка» 14 марта 1960 года.
Из служебной характеристики: «После окончания профтехшколы при фабрике № 2 Зоя Ивановна работала швеёй-мотористкой в пошивочном цехе № 3. В 1961 году переведена в экспериментальный цех, в 1974 году без отрыва от производства окончила Калининградский механико-технологический техникум, работала инженером-технологом экспериментального цеха».
Из служебной характеристики: «Проводит работу по внедрению в производство новой техники, прогрессивной технологии новых материалов и оборудования, участвует в разработке, апробации и внедрении новых моделей в производство. Обучает новой технологии рабочих при внедрении новых моделей. Принимает участие в подготовке моделей на ХТС Мосшвейпрома, на рабочие комиссии, межреспубликанские и московские оптовые ярмарки.»
Из служебной характеристики: "Ведёт общественную работу, член парткома, член партийного цеха. В 1987 году присвоено звание «Победитель соцсоревнования в честь 70-летия Великого Октября». В 1989 году награждена значком «Отличник социалистического соревнования РСФСР»
«Для меня Зоя Ивановна — это „Вдохновение“, одна из „большевичек“, её точёный и обаятельный образ стал прототипом известной „сладкой“ марки, использующей образ летящей музы» — говорит начальник отдела АСУ Анплеев Валентин Павлович.
Говорит Наталья Ребрикова, главный конструктор фабрики: «Зоя Ивановна технолог высшей категории, она работала на девяти предприятиях объединения, и всё поставила на поток. Она главный советник руководителя по всем технологическим вопросам. Я не представляю, что бы у нас было без Зои Ивановны. Технолог от бога, иначе не скажешь».
Из трудовой книжки, награды и поощрения: 1972 год — звание «Мастер золотые руки», 1982 год — за разработку новых моделей награждена Бронзовой медалью ВДНХ СССР, 1986 год — звание «Ветеран труда» с вручением медали, 1997 — медаль «В память 850-летия Москвы», 1999 — «Почётный работник текстильной и лёгкой промышленности Российской Федерации».

## Руководители
- Владимир Исаакович Датнер
- Владимир Эдуардович Гуров

## Список аффилированных лиц
По состоянию на 2009 год:
- Будашев Александр Юрьевич, является членом Совета директоров (наблюдательного совета) акционерного общества с 17.06.2009.
- Бухарина Людмила Федоровна, является членом Совета директоров (наблюдательного совета) акционерного общества с 17.06.2009.
- Дементьева Ирина Анатольевна, является членом Совета директоров (наблюдательного совета) акционерного общества с 17.06.2009.
- Левина Анна Александровна, является членом Совета директоров (наблюдательного совета) акционерного общества.
- Микушко Людмила Николаевна, является членом Совета директоров (наблюдательного совета) акционерного общества с 17.06.2009.
- Мужилко Татьяна Алексеевна, является членом Совета директоров (наблюдательного совета) акционерного общества с 17.06.2009.
- Датнер Владимир Исаакович, осуществляет полномочия единоличного исполнительного органа акционерного общества с 10.06.2008.

24 068 акций (50,40 %) принадлежат ЗАО "ОМНИБУС и Ко ", место нахождения: 107078, г. Москва, ул. Каланчевская 17, и имеет право распоряжаться более чем 20 процентами голосующих акций общества.
Информация, содержащаяся в настоящем списке аффилированных лиц, подлежит раскрытию в соответствии с законодательством Российской Федерации о ценных бумагах.